# سونجونغ ملك غوريو
سونجونغ ملك غوريو (بالهانغل: 선종، وبالهانجا: 宣宗. ولد في 9 أكتوبر 1049 ومات في 17 يونيو 1094) هو ملك مملكة غوريو الثالث عشر، والذي حكم من سنة 1083 وحتى وفاته. والده هو الملك منجونغ وشقيقه الأكبر هو الملك سنجونغ. خلال عهده تزايدت أعداد البوذيين بعد أن أحضر شقيقه ويتشون 5000 آلاف نص بوذي من الدول المجاورة. مرض الملك في سنة 1092 ومات بعدها بسنتين ليخلفه ابنه هونجونغ ملكاً.